# Mansoor
Mansoor Al-Shehail (arabe : منصور الشهيل)  (né le 28 octobre 1995 à Riyad) est un catcheur saoudien. Il travaille actuellement sur le circuit indépendant mais il est connu pour son travail à la World Wrestling Entertainment, dans la division SmackDown, sous le nom de Mansoor.
Il a lutté dans les émissions NXT et 205 Live. Il est le premier catcheur saoudien à lutter pour la WWE.

## Carrière dans le catch professionnel

### Circuit indépendant (2015–2018)
Il vit aux États-Unis depuis l'enfance. Il s'entraîne pour devenir catcheur auprès des Stoner Brothers et Dory Funk Jr.. Au début de sa carrière, il lutta sous les noms de Manny Faberino et Big Money Manny sur le circuit indépendant et dans différentes promotions comme la Hoodslam, All Pro Wrestling, Stoner Brothers University, Best of the West Wrestling et Gold Rush Pro Wrestling.[citation nécessaire] Durant cette période, il remporta le East Bay Pro Wrestling Championship, qu'il laissa vacant lorsqu'il signa avec la WWE.

### World Wrestling Entertainment (2018–2023)

#### Débuts àNXTet à 205 Live (2018–2021)
Il fait partie des huit talents repérés par la WWE lors d'essais à Jeddah en Arabie saoudite lors du premier événement majeur de la WWE en Arabie, le Greatest Royal Rumble. Il se vit offrir un entraînement au sein du WWE Performance Center, à Orlando en Floride.
Le 6 septembre 2018, il fait ses débuts en perdant face à Luke Menzies lors d'un live event de NXT. Le 6 février 2019 à NXT, il y fait ses débuts en perdant face à Jaxson Ryker.
Le 7 juin 2019 à Super ShowDown à Jeddah, il remporte la plus grande bataille royale de l'histoire de la WWE (51 participants) en éliminant en dernier Elias.
Le 31 octobre à Crown Jewel, il bat Cesaro. Le 8 novembre à 205 Live, il y fait ses débuts en battant Brian Kendrick.
Le 27 février 2020 à Super ShowDown, il bat Dolph Ziggler.

#### Débuts àRaw(2021)
Le 3 mai à Raw, il fait ses débuts dans le show rouge en affrontant Sheamus pour le titre des États-Unis de la WWE, mais perd le match par disqualification, à la suite d'une intervention extérieure d'Humberto Carrillo.

#### Draft àSmackDown, Retour àNXTet renvoi (2021-2023)
Le 5 octobre, il est annoncé être officiellement transféré au show bleu. Le 21 octobre à Crown Jewel, il bat Mustafa Ali. Le 21 novembre aux Survivor Series, il ne remporte pas la Dual Brand Battle Royal, gagnée par Omos.
Le 21 septembre 2023, il fait partie de la vague de licenciements qui arrive après la fusion entre l'UFC et la WWE.

## Palmarès
- East Bay Pro Wrestling
  - 1 fois EBPW Champion[5]
- World Wrestling Entertainment
  - 51-Man Battle Royal[16],[9]

## Récompenses des magazines
- Pro Wrestling Illustrated

| Année | 2019 | 2020 | 2021 |
| ----- | ---- | ---- | ---- |
| Rang  | 441  | 333  | 181  |